# Diócesis de Abancay
La diócesis de Abancay (en latín: Dioecesis Abancaiensis) es una circunscripción eclesiástica de la Iglesia católica en Perú. Se trata de una diócesis latina, sufragánea de la arquidiócesis del Cuzco. Desde el 20 de junio de 2009 su obispo es Gilberto Gómez González.

## Territorio y organización
La diócesis tiene 12 950 km² y extiende su jurisdicción sobre los fieles católicos de rito latino residentes en 3 provincias del departamento de Apurímac: Abancay, Andahuaylas y Aymaraes.
La sede de la diócesis se encuentra en la ciudad de Abancay, en donde se halla la Catedral de la Virgen del Rosario.
En 2022 en la diócesis existían 21 parroquias.
En Abancay
- Parroquia El Sagrario
- Parroquia Santa Catalina de Curahuasi
- Parroquia El Señor de Exaltación de Tamburco
- Parroquia Sagrada Familia
- Parroquia Nuestra Señora de Guadalupe.

En Andahuaylas
- Parroquia de San Pedro de Andahuaylas
- Parroquia de San Jerónimo
- Parroquia Santiago Apóstol de Talavera
- Parroquia San Josémaría Escribá de Huancabamba

En Aymaraes
- Parroquia El Señor de Tintay

En Chincheros
- Parroquia Santiago Apóstol de Ocobamba
- Parroquia San Juan Bautista de Chincheros

En Pampachiri
- Parroquia San Cristóbal de Pampachiri

En Uripa
- Parroquia Santo Pedro de Uripa.

En Huancaray
- Parroquia Santiago Apóstol de Huancaray

En Chalhuanca
- Parroquia Nuestra Señora del Rosario de Chalhuanca

En Huancarama
- Parroquia de San Gabriel

En Chicmo
- Parroquia Santa María de Chicmo.

En Ongoy
- Parroquia Nuestra Señora del Carmen de Huaccana.

### Santuarios
- Santuario de Nuestra Señora de Cocharcas: ubicado en la provincia de Chincheros. Su fiesta es el día 8 de septiembre. Es patrona de la diócesis y del seminario mayor. El Santuario de Cocharcas es una de las primeras edificaciones marianas en la región andina del Perú.
- Santuario de Nuestra Señora de Caypi: se encuentra en el distrito de Lambrama, provincia de Abancay. Su fiesta se celebra el 2 de julio. Este templo colonial se bendijo en 1600, tiene un retablo barroco.
- Santuario del Señor de Ánimas de Chalhuanca: se halla en la ciudad de Chalhuanca, Provincia de Aymaraes.
- Santuario de Nuestra Señora de la Piedad de Abancay: Fue instaurado por Mons. Enrique Pélach. Inaugurado el 14 de diciembre de 1980. Está ubicado a 7 km de la ciudad de Abancay.
- Santuario del Señor de Huanca en Campanayocc: de reciente implantación por los devotos andahuaylinos de la venerada Imagen del Cuzco. Se fomentó por los devotos del Valle de Chumbao en el mirador Campanayocc.

### Seminario
La Academia de Nuestra Señora de Cocharcas se inició en abril de 1970. En abril de 1977 empieza el primer año académico con seis alumnos. El presbítero Miguel Ángel Domínguez fue el primer rector. En 1978 se solicitó la aprobación del seminario por parte de la Conferencia Episcopal Peruana. Año en que el Seminario Diocesano de Abancay es reconocido como centro de formación sacerdotal, abierto a otras diócesis.

## Historia
La diócesis fue erigida el 28 de abril de 1958 con la bula Qui arcana del papa Pío XII, obteniendo el territorio de la arquidiócesis del Cuzco y de la diócesis de Huamanga (hoy arquidiócesis de Ayacucho).
El 26 de abril de 1968 cedió una porción de su territorio para la erección de la prelatura territorial de Chuquibambilla mediante la bula Qui idcirco del papa Pablo VI.

## Estadísticas
Según el Anuario Pontificio 2023 la diócesis tenía a fines de 2022 un total de 364 320 fieles bautizados.
| Año                                                                             | Población            | Población | Población      | Sacerdotes | Sacerdotes    | Sacerdotes    | Bautizados por sacerdote | Diáconos permanentes | Religiosos | Religiosos | Parroquias |
| Año                                                                             | Bautizados católicos | Total     | % de católicos | Total      | Clero secular | Clero regular | Bautizados por sacerdote | Diáconos permanentes | Varones    | Mujeres    | Parroquias |
| ------------------------------------------------------------------------------- | -------------------- | --------- | -------------- | ---------- | ------------- | ------------- | ------------------------ | -------------------- | ---------- | ---------- | ---------- |
| 1959                                                                            | 365 000              | ?         | ?              | 25         | 25            |               | 14 600                   |                      |            | 8          | 98         |
| 1966                                                                            | 385 000              | 400 000   | 96.3           | 37         | 30            | 7             | 10 405                   |                      | 12         | 45         | 39         |
| 1970                                                                            | 256 000              | 260 000   | 98.5           | 29         | 29            |               | 8827                     |                      | 3          | 44         | 14         |
| 1976                                                                            | 272 600              | 280 000   | 97.4           | 27         | 26            | 1             | 10 096                   |                      | 5          | 55         | 15         |
| 1980                                                                            | 407 900              | 415 758   | 98.1           | 24         | 24            |               | 16 995                   |                      | 3          | 73         | 27         |
| 1990                                                                            | 266 000              | 268 000   | 99.3           | 10         | 10            |               | 26 600                   |                      | 3          | 132        | 28         |
| 1999                                                                            | 286 000              | 306 000   | 93.5           | 50         | 50            |               | 5720                     |                      | 4          | 90         | 34         |
| 2000                                                                            | 295 000              | 317 000   | 93.1           | 44         | 44            |               | 6704                     |                      | 4          | 108        | 34         |
| 2001                                                                            | 299 000              | 320 000   | 93.4           | 52         | 52            |               | 5750                     |                      | 7          | 112        | 15         |
| 2002                                                                            | 302 000              | 325 000   | 92.9           | 53         | 53            |               | 5698                     |                      | 7          | 110        | 15         |
| 2003                                                                            | 302 000              | 325 000   | 92.9           | 60         | 60            |               | 5033                     |                      | 7          | 130        | 15         |
| 2004                                                                            | 303 000              | 328 000   | 92.4           | 55         | 55            |               | 5509                     |                      | 5          | 180        | 16         |
| 2005                                                                            | 310 628              | 335 628   | 92.6           | 58         | 58            |               | 5355                     |                      | 5          | 185        | 17         |
| 2006                                                                            | 315 775              | ?         | ?              | 58         | 58            |               | 5444                     | 6                    | 5          | 190        | 17         |
| 2011                                                                            | 339 000              | 354 000   | 95.8           | 51         | 51            |               | 6647                     |                      | 6          | 144        | 18         |
| 2012                                                                            | 343 000              | 358 000   | 95.8           | 52         | 52            |               | 6596                     |                      | 6          | 147        | 18         |
| 2015                                                                            | 355 000              | 370 000   | 95.9           | 49         | 47            | 2             | 7244                     |                      | 8          | 144        | 20         |
| 2018                                                                            | 346 670              | 369 915   | 93.7           | 49         | 48            | 1             | 7074                     |                      | 5          | 137        | 21         |
| 2020                                                                            | 354 000              | 377 700   | 93.7           | 46         | 45            | 1             | 7696                     |                      | 5          | 117        | 21         |
| 2022                                                                            | 364 320              | 387 965   | 93.9           | 45         | 45            |               | 8096                     |                      | 5          | 107        | 21         |
| Fuente: Catholic-Hierarchy, que a su vez toma los datos del Anuario Pontificio. |                      |           |                |            |               |               |                          |                      |            |            |            |

## Episcopologio
- Alcides Mendoza Castro † (5 de diciembre de 1962-12 de agosto de 1967 nombrado ordinario militar del Perú[nota 1])
- Enrique Pèlach y Feliú † (20 de junio de 1968-1 de diciembre de 1992 retirado)
- Isidro Sala Ribera † (1 de diciembre de 1992 por sucesión-20 de junio de 2009 retirado)
- Gilberto Gómez González, desde el 20 de junio de 2009